# Grewia aldabrensis
Grewia aldabrensis är en malvaväxtart som beskrevs av John Gilbert Baker. Grewia aldabrensis ingår i släktet Grewia och familjen malvaväxter. Inga underarter finns listade i Catalogue of Life.